# Physocystidium
Physocystidium là một chi nấm thuộc họ Tricholomataceae. Đây là chi đơn loài, chứa một loài Physocystidium cinnamomeum. Loài này phân bố ở Trinidad, and was originally described as new to science năm 1951 as Collybia cinnamomea bởi nhà nấm học R.W.G. Dennis; Rolf Singer transferred it to the then newly created genus Physocystidium năm 1962.